# Adam Fischer
Adam Fischer (Kerkrade, 8 oktober 1919 –  Heerlen, 13 juli 1989) was een Nederlands voetballer en voetbaltrainer. Hij was in het betaald voetbal als trainer werkzaam bij Rapid JC, Roda JC en Limburgia.

## Loopbaan

### Beginjaren
Hij was de oudste uit het gezin van vier kinderen van Antoon Fischer en Josepha Körver. Hij werd vernoemd naar zijn grootvader Adam. Zijn jongste broer Hens werd profvoetballer bij Roda JC.
Adam Fischer groeide op in het toenmalige dorp, tegenwoordig een wijk, Bleijerheide dat ligt ingeklemd tussen Kerkrade en de Duitse grens. Als twaalfjarige werd hij lid van VV Bleijerheide en vier jaar later debuteerde hij in het eerste elftal dat uitkwam in de hoogste afdeling, de Eerste klasse.

### Militaire dienst
Hij werd in 1939 opgeroepen voor militaire dienst en speelde daardoor in het seizoen 1939/40 voor drie verschillende clubs. Hij maakte de seizoenstart mee bij Bleijerheide waarna hij in oktober 1939 verhuisde naar Den Haag. Hij was ingedeeld bij de cavalerie in de Alexanderkazerne. Hij ging in Den Haag voetballen bij derdeklasser Laakkwartier. Vier maanden later werd hij overgeplaatst naar Den Bosch. Hij vroeg overschrijving aan naar BVV waar hij vanaf begin maart 1940 tot aan het einde van de competitie speelde. Na zijn diensttijd keerde hij terug naar Limburg en meldde zich in juli 1940 bij Juliana.

### Juliana
Hij speelde als verdediger twee jaar voor Juliana in de Eerste klasse en kwam uit voor het Mijnstreekelftal en Limburgs elftal. Vlak na de competitiestart in september 1941 mocht Juliana zijn naam niet meer dragen. De club heette voortaan Spekholzerheide. De Duitse bezetter stond verwijzingen naar het Nederlandse koningshuis in clubnamen niet meer toe.
In 1942 verhuisde hij van Kerkrade naar Heerlerheide en ging voetballen bij tweedeklasser Groene Ster. Het hoogtepunt was het bereiken van de bekerfinale in 1944 al was topclub Willem II daarin met 9-2 te sterk. 
Na de oorlog werd hij speler-trainer bij Groene Ster, hij speelde stopperspil en was ook de aanvoerder. Hij moest in 1952 als voetballer stoppen vanwege een schouderblessure.

### Trainer
Fischer slaagde in 1955 voor het hoogste trainersdiploma nadat hij in 1948 het diploma kandidaat-oefenmeester behaalde.
Na zijn periode bij Groene Ster ging hij in 1954 aan de slag bij KEV en RKTSV. Met de laatste club werd hij in zijn eerste jaar kampioen in de derde klasse.
In het seizoen 1958/59 trainde hij zowel VVH '16 als Heksenberg. Hij maakte in 1959 de overstap naar het betaald voetbal als assistent-trainer van Rapid JC. Toen hoofdtrainer Ben Tap begin februari 1962 vanwege ziekte moest stoppen, nam Fischer zijn taken over.
Van 1962 tot 1964 trainde hij weer twee amateurclubs: Caesar en SC Emma. Hij keerde in 1966 voor twee seizoenen terug bij VVH’16.

### Profclubs
Roda JC werd in 1966 zijn eerste club als zelfstandig hoofdcoach in het profvoetbal. Hij was de opvolger van Wiel Coerver die trainer werd van Sparta. Fischer kreeg zijn broer Hens als Roda JC-speler onder zijn hoede. Nadat zijn contract bij Roda JC niet werd verlengd, ging hij in 1968 terug naar de amateurs. Na een seizoen bij Chevremont kon hij bij Limburgia in 1969 toch weer in het profvoetbal werken. Hij zou zes jaar blijven. In zijn eerste twee jaar kwam Limburgia uit in de Eerste divisie. Bij de grote sanering in 1971 werd Limburgia teruggezet naar de amateurs en moest in de tweede klasse beginnen. Via twee kampioenschappen bereikte de voormalige profclub in 1975 de nieuwe hoofdklasse, het hoogste amateurniveau. Fischer vertrok daarop naar Groene Ster en ging in 1979 terug naar Chevremont waar hij in 1981 zijn trainersloopbaan afsloot.
Hij werkte tijdens zijn voetballoopbaan bij de recherche van de mijnpolitie van de Oranje-Nassau mijnen. Daarna werd hij beheerder van opvanghuizen voor buitenlandse werknemers. Zoals in Spaubeek waar Marokkaanse en Tunesische werknemers van DAF, dat in 1967 een personenwagenfabriek opende in Born, waren ondergebracht.
Hij overleed op 69-jarige leeftijd in 1989 in Heerlen.